# Manoir du Port de Lan Hoedic
Le manoir du Port de Lan Hoedic  est situé à Sarzeau en France.

## Localisation
Le manoir est situé sur le territoire de la commune de Sarzeau, au lieu-dit le Port de Lan Hoedic, dans le département du Morbihan en région Bretagne.

## Description
Le manoir est un édifice à un étage carré construit en moellons de granite, toiture à longs pans couverte en ardoises, pignon découvert, croupe. Escalier dans-œuvre : escalier droit en charpente.

## Historique
Manoir attesté dès 1427 comme métairie exempte. En 1448, le manoir appartient à la famille du Bois de La Salle. Logis de la deuxième moitié du XVe siècle. Remaniement au XVIe siècle : plafonnement de la salle basse sous charpente, adjonction de lucarnes pour éclairer le comble. Aile en retour au nord du XVIIIe siècle, armes en réemplois des Cleguennec habitant le manoir avant 1450. Pavillon sud-est reconstruit à la fin du XIXe siècle. Adjonction d'ouvertures dans l'ancien cellier devenu pièce d'habitation et dans la salle au XXe siècle. Ferme peut-être de la deuxième moitié du XVIIIe siècle. Croix monumentale de datation incertaine, peut-être d'époque médiévale.
Le manoir est inscrit à l'inventaire général du patrimoine culturel.